# Петренко Єлизавета Федорівна
Петрѐнко Єлизавѐта Фѐдорівна (23 листопада (5 грудня) 1880, м. Охтирка, Харківська губернія, нині Сумська обл. — 26 жовтня 1951, Москва) — українська та російська оперна та концертно-камерна співачка (мецо-сопрано), педагогиня, професорка (1919), заслужений діяч мистецтв РРФСР (1944).

## Життєпис
Народилася 1889 року в Охтирці в родині службовця земської управи Федора Авраамовича Петренка та його дружини Софії Єфимівни. В домі завжди звучала музика: батько грав на скрипці, мати — на фортепіано.
Вчилася в охтирській прогімназії, потім — у харківській гімназії, брала участь у концертах та учнівських виставах.
Вокальну освіту здобула у Санкт-Петербурзькій консерваторії (1900—1905, клас Н. Ірецької та О. Палечека), яку закінчила із золотою медаллю. Удосконалювалася у К. Ферні-Джиральдоні, уроки ритміки і танцю брала у М. Фокіна.
1905—1915 рр.— солістка Маріїнської опери (Петербург), дебютувала в партії Даліли («Самсон і Даліла» К. Сен-Санса), виконала понад 40 партій у 621 спектаклі.
У 1907—1914 рр. гастролювала в «Російських сезонах» (рос. «Русские сезоны») Сергія Дягілєва у Парижі, Лондоні, Монте-Карло і Римі. Її постійними партнерами по сцені були Федір Шаляпін та Леонід Собінов.
У 1908 р. виступала на сцені «Гранд-Опера» (Париж) разом з Е. Карузо.
У 1913 і 1914 гастролювала у Великому театрі (рос. Большом театре) (Москва).
У 1915—1917 рр. виступала на сцені Народного дому, 1917—1918 рр. — Театру музичної драми (обидва Петроград).
Кожного літа, повертаючись із закордонних турне, співачка відвідувала рідну Охтирку, виступала перед земляками з благодійними концертами.

## Педагогічна діяльність
Багато років Єлизавета Петренко присвятила педагогічній роботі, виховала понад сто учнів.
- 1919—1921 рр. — професорка Єкатеринодарської консерваторії.
- 1922—1925 рр. — викладала в московському приватному училищі В. Зограф-Плаксиної.
- 1922—1948 рр. — у музичному училищі при Московській консерваторії.
- 1925 р. — працювала педагогинею-вокалісткою у студії ім. Ф. Шаляпіна.
- 1926—1927 рр. — у студії ім. А. Луначарського.
- 1927—1933 рр. — в Центральному технікумі театрального мистецтва.
- 1929—1950 рр. — провідна педагогиня, професорка Московської консерваторії (з 1935 очолювала вокальну кафедру), одночасно працювала в музичному технікумі ім. О. К. Глазунова (1935—1938 рр.), займалася з групою вокалістів на радіо (1932—1934)[3].

## Репертуар
В репертуарі співачки були 63 оперні партії, серед них:
- Марина Мнішек («Борис Годунов» М. Мусоргського)
- Марфа («Хованщина» М. Мусоргського)
- Солоха («Черевички» П. Чайковського)
- Амнеріс («Аїда» Дж. Верді)
- Кармен (однойменна опера Ж. Бізе)
- Фріка («Золото Рейну» Р. Вагнера) та інші.

Єлизавета Петренко була відомою камерною співачкою, гастролювала з концертами у Харкові, Ростові-на-Дону, Єкатеринодарі, Новоросійську, виконувала романси О. Даргомижського, М. Мусоргського, О. Бородіна, С. Рахманінова.
Шанобливо ставилася до української народної пісні, в її репертуарі були пісні та романси українських композиторів М. Лисенка, Я. Степового, К. Стеценка. Брала участь в українських концертах у Петербурзі.
Записувалась на грамплатівки (понад 20 дисків).

## Відзнаки
- Орден Срібної Пальми Паризької академії (1907)
- Заслужений діяч мистецтв РРФСР (1944)
- Орден Трудового Червоного Прапора (1947)

## Особисте життя
У 1906 році вийшла заміж за лікаря Імператорської військово-медичної академії Сергія Романовича Миротворцева (1878—1949), але цей шлюб тривав недовго.
У 1914 році Єлизавета Петренко познайомилася з відомим письменником-сатириком Аркадієм Аверченком. Вони покохали один одного, багато спілкувалися, листувалися, проводили літо на батьківщині співачки, в Охтирці. Ці взаємини тривали до 1920 року, коли Аркадій Аверченко вимушений був емігрувати за кордон.